# Schwendt
Schwendt este un oraș în Austria.